# ФК Ударник Лозовик
ФК Ударник Лозовик је фудбалски клуб из једног од наших највећих села-Лозовика. Клуб из овог села настао је након 2. светског рата, мада се фудбал у овом месту играо и пре рата. Клуб је основала група младих ентузијастичних фудбалера, аматера, који су из хобија кренули да се баве фудбалом. На челу ове скупине био је наставник физичког у основној школи у Лозовика-Радомир Марковић. Нигде нису забележени тачни подаци, мада се ова прича преноси са колена на колено. Припада Подунавском Округу.https://instagram.com/fkudarniklozovik?igshid=NDk5N2NlZjQ=.

## Тим кроз историју
Прва утакмица одиграна је против тима из суседног села Милошевца. Резултат је био у другом плану, али је било битно да се започне традиција играња фудбала и окупљања како играча, тако и љубитеља овог спорта. Касније клуб је добио и своје руководство, на челу са председником клуба, економом и тренером. Први председник овог клуба био је Димитрије Ранковић, касније и тренер клуба. Клуб је највеће успехе имао средином 60-тих година прошлог века, тачније у сезони 1962/1963, када је играо српску лигу, односно 3. по рангу такмичење у бившој Југославији.
Екупу је тада са клупе предводио Ђорђе Пијуковић из Смедерева. Док је екипа играла у следећем саставу
| Бр. |        | Позиција | Играч             |
| --- | ------ | -------- | ----------------- |
| 1   | Србија | Г        | Рајић Миодраг     |
| 2   | Србија | О        | Девић Цветко      |
| 3   | Србија | О        | Хаџић Момчило     |
| 4   | Србија | О        | Ранковић Милан    |
| 5   | Србија | О        | Терзић Миодраг    |
| 6   | Србија | О        | Ђорђевић Живорад  |
| 7   | Србија | С        | Марковић Цветко   |
| 8   | Србија | С        | Марковић Миодраг  |
| 9   | Србија | С        | Марковић Живота   |
| 10  | Србија | Н        | Шајковић Миодраг  |
| 11  | Србија | Н        | Качаревић Драгиша |

## Садашњост
Клуб тренутно игра у 6. по рангу такмичењу у Србији-Oпштинска лига Велика Плана. Задње две сезоне први тим је био угашен али од ове сезоне први тим је поново основан од старих симпатизера и играча клуба. Сезоне 2011/12 клуб је био први у Подунавско окружној лиги, па је самим тим изборио учешће у такмичењу које је ранг више, односно Зону Дунав, међутим испао је након 2 сезоне.Клуб сем првог тима задњих година има и јако успешне млађе категорије које доминирају у својим лигама под вођством Бојана Хаџића.Сезоне 2021-2022 освојена је Подунавско-Окружна лига у пионирској селекцији.У тој сезони оборен је рекорд по броју голова у једној сезони тачније 153 погодака у 18 утакмица од чега су 102 дело Вука Ивановића садашњег играча РФК Графичара.

## Галерија
- Стадион ФК Ударника из Лозовика